# (191485) 2003 TO2
2003 تي أو 2 (ويعرف أيضًا باسم (191485) 2003 تي أو 2 وفق تسمية الكوكب الصغير) (بالإنجليزية: 2003 TO2)‏ هو كويكب ضمن حزام الكويكبات؛ وترتيبه 191485 من حيث الاكتشاف.
اكتُشف هذا الجُرم الفلكي بواسطة جيمس ويتني يونغ في 7 أكتوبر 2003.

## وصلات خارجية
- (191485) 2003 TO2 في قاعدة بيانات مختبر الدفع النفاث لأجرام النظام الشمسي الصغيرة

- الاكتشاف · مخطط المدار ·  العناصر المدارية · المعلمات المادية

- (191485) 2003 TO2 على موقع ويكي سكاي: DSS2, SDSS, GALEX, IRAS, Hydrogen α, X-Ray, Astrophoto, Sky Map, Articles and images